# Ипатов, Вячеслав Николаевич
Ипатов Вячеслав Николаевич — (род. 11 сентября 1995, Апрелевка) — российский хоккеист. В настоящее время является нападающим хоккейного клуба Буран.

## Биография
Воспитанник Московского «Спартака».
Сезон 2004—2005 год провёл в хоккейном клубе «ЦСКА» (Москва), после чего перешёл в Подольский хоккейный клуб «Витязь» и играл там до 2008 года.
Участвовал в Открытом Чемпионате Москвы среди юношей 1995 года, в 2005—2006, 2006—2007,2007-2008 годах в хоккейном клубе «Витязь» (Подольск).
В 2007—2008 году в ХК «Спорт-Центр» (Москва), 2009—2010,2010-2011,2011-2012 в ХК «Спартак» (Москва).
В сезоне 2012—2013 года в составе МХК «Спартак» (Москва). В 60 матчах регулярного чемпионата набрал 13 (8+5) очков, в 14 матчах плей-офф набрал 1 (1+0) очко. Тем самым став 
обладателем серебряных медалей Кубка Харламова.
Сезон 2013—2014 года в составе МХК «Спартак» (Москва). В 49 матчах регулярного чемпионата набрал 14 (2+12) очков, в матчах плей-офф сыграл 21 матч записав на свой счёт 4 (2+2) очка. Тем самым став Обладателем Кубка Харламова.
Является призёром «золотой медали» Кубка Мира 2014 в составе МХК «Спартак» (Москва). По итогу турнира сыграл 3 матча записав на свой счёт 5 (2+3) очков.
В сезоне 2014—2015 в составе МХК «Спартак» (Москва). В 36 матчах регулярного чемпионата набрал 25 (7+18) очков.
В сезоне 2015—2016 года хоккеист провёл 17 игр в Континентальной хоккейной лиги — клубе «Спартак» (Москва) записав на свой счёт 2 (0+2) очка.
Сезон 2015—2016 года провёл в Воскресенском Химике. В 24 матчах регулярного чемпионата набрал 12 (6+6) очков.
В сезоне 2015—2016 успел сыграть за МХК «Спартак» (Москва). В 4 матчах регулярного чемпионата набрал 4 (2+2) очка, в матчах плей-офф сыграл 5 матчей набрав 3 (3+0) очка.
Сезон 2016—2017 года провёл в Химик. В 46 матчах регулярного чемпионата набрал 11 (4+7) очков.
Сезон 2017—2018 года начинал за Воскресенский Химик сыграв одну встречу, после чего перебрался в 
Рязань. В 40 матчах регулярного чемпионата набрал 6 (2+4) очков.
В сезоне 2018—2019 года выступал за Астанинский «Номад». В 52 матчах регулярного чемпионата набрал 17 (6+11) очков, в плей-офф сыграл 1 матч набрав 1 (1+0) очко. Тем самым став Обладателем серебряных медалей Чемпионата Казахстана.
С сезонах 2019—2022 года выступал за Алматинские Алматы. В 119 матчах набрал 79 (35+38) очков.
В сезоне 2022 года перебрался в Атырауский Бейбарыс. В 23 матчах  набрал 7 (1+6) очков.Тем самым став Обладателем бронзовых медалей Чемпионата Казахстана.
В сезоне 2022-2023 года перебрался в Гродненский Неман.
- По итогам Кубка Беларуси сыграл 7 матчей набрав 6 (4+2) очков и стал бронзовым призёром турнира.
- В регулярном розыгрыше Чемпионата Экстралиги сыграл 52 матча набрав 54 (25+29) очка. В плей-офф сыграл 18 матчей набрав 10 (3+7) очков и тем самым став серебряным призёром чемпионата.
- По итогам сезона 2022-2023 годов на церемонии закрытия сезона Экстралиги был награждён личными наградами, в номинациях: «лучший снайпер», «лучший гол», «лучший форвард сезона».

В сезоне 2023-2024 перебрался в Юность-Минск.
- По итогам Кубка Беларуси сыграл 7 матчей набрав 7 (5+2) очков.
- В регулярном розыгрыше Чемпионата Экстралиги сыграл 22 матча набрав 6 (3+3) очков, в итоге расторгнув контракт с клубом.

В ноябре 2023 года перебрался в Буран.

## Достижения
- Обладатель Кубка Харламова—2013;
- Серебряный призёр Кубка Харламова—2012;
- Обладатель Кубка Мира—2014;
- Серебряный призёр Чемпионата Казахстана—2019;
- Бронзовый призёр Чемпионата Казахстана—2022;
- Бронзовый призёр Кубка Беларуси—2022;
- Серебряный призёр Экстралиги—2023.